# Constantin Noica
Constantin Noica (ejtsd: Konsztántin Nojká), (Vitănești, Teleorman megye, Románia, 1909. július 12. – Szebenjuharos, Szeben megye, 1987. december 4.), román filozófus, író, költő, újságíró.

## Életrajza
1924 és 1928 között a bukaresti Spiru Haret Líceumban Ion Barbu matematikus költő tanítványa volt. 1931-ben fejezte be tanulmányait a Bukaresti Egyetem Bölcsészkarán Nae Ionescu tanítványaként. 1932 és 1934 között a Criterion elnevezésű művelődési kör tagja volt. Annak ellenére, hogy legközelebbi barátai (Mihail Polihroniade, Haig Acterian, Mircea Eliade) elkötelezték magukat a Vasgárda mellett, Noica, az apolitizmus meggyőződéses híveként, nem lett tagja ennek a szervezetnek. 1933-tól a Bukaresti Egyetem matematika szakos hallgatója volt. 1938-ban a francia állam tanulmányi ösztöndíjasa lett (Emil Ciorannal és Ionesco-val együtt) és Párizsban tartózkodott 1939-ig. 1940-ben a Bukaresti Egyetemen doktorált a Schiță pentru istoria lui „Cum e cu putință ceva nou?” / Skizze für eine geschichtliche Darstellung des Wie ist etwas Neues überhaupt möglich című dolgozatával. 1940 és 1944 között a berlini Román Intézet filozófiai referense volt, s Martin Heidegger és Eduard Spranger filozófiai előadásait hallgatta. 1949 és 1958 között háziőrizetben élt Câmpulung-Muscelen. 1958-ban huszonöt év, szigorított fegyházbüntetésre és az anyagi javainak a teljes elkobzására ítélték a kor hatóságai. A Jilaván eltöltött börtönévek után, 1964-ben helyezték szabadlábra. 1965-től kezdődően a bukaresti Logikai Központban dolgozott. 1975-től haláláig Szebenjuharoson élt tanítványai (Gabriel Liiceanu, Andrei Pleșu, Sorin Vieru, Sorin Lavric, Andrei Cornea, Cătălin Ciobă) körében.

## Művei
- 1934 – Mathesis sau bucuriile simple
- 1936 – Concepte deschise în istoria filozofiei la Descartes, Leibniz și Kant
- 1937 – De caelo
- 1940 – Schiță pentru istoria lui cum e cu putință ceva nou
- 1943 – Două introduceri și o trecere spre idealism. Cu traducerea primei introduceri kantiene a Criticei Judecarii
- 1944 – Pagini despre sufletul românesc
- 1944 – Jurnal filosofic
- 1962 – Fenomenologia spiritului de GWF Hegel istorisită de Constantin Noica
- 1969 – Douăzeci si sapte de trepte ale realului
- 1969 – Platon: Lysis (cu un eseu despre înțelesul grec al dragostei de oameni si lucruri)
- 1970 – Rostirea filozofică românească
- 1973 – Creație și frumos in rostirea românească
- 1975 – Eminescu sau gânduri despre omul deplin al culturii romanesti
- 1975 – Despărțirea de Goethe
- 1978 – Sentimentul românesc al ființei
- 1978 – Spiritul românesc la cumpătul vremii. Șase maladii ale spiritului contemporan.
- 1980 – Povestiri despre om, dupa o carte a lui Hegel: Fenomenologia spiritului
- 1981 – Devenirea întru ființă, vol. I: Incercarea asupra filozofiei traditionale; vol. II: Tratat de ontologie
- 1984 – Trei introduceri la devenirea întru ființă
- 1986 – Scrisori despre logica lui Hermes

### Magyarul
- De caelo. Próbálkozás a megismerés és az egyén körül; ford., tan. Papp László; A Familia Folyóirat Kiskönyvtára, Nagyvárad, 1996
- Mathesis vagy Az egyszerű örömök; ford. Fazekas István, Papp László, tan. Papp László; A Familia Folyóirat Kiskönyvtára, Nagyvárad, 1996
- A szellem hat betegségének leírása. In: Viasz és pecsét. Huszadik századi román esszék (Európa, 1988) és Szegényeknek – palota. XX. századi román esszék (Balassi, 1998)
- A tollas gárda. A nacionalizmus szellemi változatai az 1930-as évek Romániájában. Corneliu Codreanu, Mircea Eliade, Nae Ionescu, Constantin Noica és Vasile Lovinescu írásai; tan., szerk. szerk. Horváth Róbert, ford. Tárkányi Beatrix; Nemzetek Európája, Bp., 2001 (Nefelejcs kiskönyvtár)

## Külső hivatkozások
- Laszlo Alexandru: Noica la a doua tinerețe. In: E-Leonardo, Nr.14/2009.